# Spokane (Misuri)
Spokane es un lugar designado por el censo ubicado en el condado de Christian en el estado estadounidense de Misuri. En el Censo de 2010 tenía una población de 177 habitantes y una densidad poblacional de 81,16 personas por km².

## Geografía
Spokane se encuentra ubicado en las coordenadas 36°51′48″N 93°18′20″O / 36.86333, -93.30556. Según la Oficina del Censo de los Estados Unidos, Spokane tiene una superficie total de 2.18 km², de la cual 2.18 km² corresponden a tierra firme y (0%) 0 km² es agua.

## Demografía
Según el censo de 2010, había 177 personas residiendo en Spokane. La densidad de población era de 81,16 hab./km². De los 177 habitantes, Spokane estaba compuesto por el 98.87% blancos, el 0% eran afroamericanos, el 0% eran amerindios, el 0% eran asiáticos, el 0% eran isleños del Pacífico, el 0% eran de otras razas y el 1.13% pertenecían a dos o más razas. Del total de la población el 0.56% eran hispanos o latinos de cualquier raza.